# みんなで出よう55号決定版!
『みんなで出よう55号決定版!』（みんなででようごじゅうごごうけっていばん）は、1969年6月10日から1975年9月23日までTBS系列局（一部を除く）で放送されていたバラエティ番組である。カラー放送。トクホン本舗（鈴木日本堂＝現・トクホン）の一社提供。放送時間は毎週火曜 19:30 - 20:00 （日本標準時）。
1970年中頃からは新聞のテレビ欄で「55号決定版!」と表記されることが多くなり、そして番組自体も後に『55号決定版!』と改題した。

## 概要
前々番組『チータ55号』に出演していたコント55号を再度起用した番組で、日本各地の公会堂で公開生放送を行っていた。同系列局で放送の『家族そろって歌合戦』などと同様に、本番組もTBSとTBS系列加盟局が持ち回りで番組製作を担当していたが、自社制作番組や系列内外の遅れネット番組への差し替えを可能としていたことから、放送局によっては時差ネット（時差ネット局が製作局となった場合、TBSをはじめとした同時ネット局は先行ネット扱い）になることもあった。
番組は大別して、坂上二郎の「赤忍者」コントのようなコント55号が演じるコントのコーナーと、視聴者の欠点を紹介する「55号欠点版」（タイトルのもじり）などの視聴者参加型コーナーで構成されていた。2つのコーナーの間にはトクホンの生コマーシャルがあった。
番組の終了後、コント55号は後番組の『ぴったし カン・カン』にもレギュラーパネラーとして出演した。

## 出演者
- 萩本欽一（コント55号）
- 坂上二郎（コント55号）
- 車だん吉（コント0番地）
- 岩がん太（コント0番地）
- 阿部昇二
- トミ譲二とロイヤルズ

## 放送局
- TBS（制作局）：火曜 19:30 - 20:00
- 北海道放送：火曜 19:30 - 20:00（1975年4月から同時ネット）[注 2]
- 青森テレビ：火曜 19:30 - 20:00[2]
- 岩手放送：火曜 19:30 - 20:00[2]
- 秋田放送：火曜 19:30 - 20:00[2]→ 火曜 19:00 - 19:30
- 山形放送：火曜 19:30 - 20:00（1969年12月まで）→ 火曜 19:00 - 19:30（1970年1月から）[3] → 月曜 19:00 - 19:30（1975年9月終了時）[4]
- 東北放送：火曜 19:30 - 20:00[2]
- 福島テレビ：火曜 19:30 - 20:00[5]
- 新潟放送：火曜 19:30 - 20:00[3]
- 信越放送：火曜 19:30 - 20:00[6]
- テレビ山梨：火曜 19:30 - 20:00[7]
- 静岡放送：火曜 19:30 - 20:00[7]
- 福井放送：月曜 18:00 - 18:30[8]
- 中部日本放送：月曜 18:00 - 18:30
- 朝日放送：土曜 18:00 - 18:30[注 3]（1975年3月まで）
- 毎日放送：火曜 19:30 - 20:00（1975年4月から）
- 山陰放送：火曜 19:30 - 20:00[9]
- 山陽放送：火曜 19:30 - 20:00[10]
- 中国放送：火曜 19:30 - 20:00[10][注 4]
- 四国放送：土曜 19:00 - 19:30[11]
- 南海放送：火曜 19:30 - 20:00（1974年途中まで）[12]
- テレビ高知：火曜 19:30 - 20:00[13]（1974年の時点では放送無し[14]）
- RKB毎日放送：日曜 18:00 - 18:30[15]
- 長崎放送：水曜 18:00 - 18:30[15]
- 熊本放送：火曜 19:30 - 20:00（1974年途中まで[16]）[15]
- 大分放送：火曜 19:30 - 20:00[12]
- 宮崎放送：火曜 19:30 - 20:00（1974年途中まで[16]）[17]
- 南日本放送：火曜 19:30 - 20:00（1974年途中まで[16]）[17]
- 琉球放送：火曜 19:30 - 20:00（1974年途中まで[16]）[18]

## 備考
萩本によれば、1975年の沖縄ロケ（琉球放送制作）の際に天候に恵まれなかった。いつもロケの際は天候に恵まれたのにこのときはすぐれなかった。これは番組を止める兆候だとしてすぐさま降板を申し入れた。

慌てたTBSとスポンサーは慰留したものの、番組の寿命を萩本なりに嗅ぎ取ったものであったため翻意されることはなく、結局番組は終了になった。代わりに放送されたのが「ぴったし カン・カン」である。